# 冯唐 (作家)
冯唐（1971年5月13日—），本名张海鹏，北京人，中国大陸当代作家。

## 經歷
馮唐于1990年至1998年就讀中國協和醫科大學，攻讀臨床醫學博士，婦科腫瘤專業。1998年，赴美就讀艾默里大學工商管理碩士課程，開始創作《萬物生長》，於2001年正式出版，這是他以此筆名發表的第一部作品。
2000年，碩士畢業之後加入麥肯錫工作，後升任全球董事合夥人。2005年，馮唐憑長篇小說《十八歲給我一個姑娘》獲得由人民文學主辦的第四屆“青年作家批評家論壇”年度青年作家獎。 同年，他憑藉《浩浩蕩蕩的北京》獲得第三屆 “茅臺杯” 人民文學獎之散文獎。
2014年7月，馮唐離開華潤醫療。2015年9月1日，馮唐加入中信資本，出任私募股權投資的高級董事總經理，主管醫療領域的投資。同年年底冯唐翻译的泰戈尔诗集《飞鸟集》引发争议，出版发行冯唐译作的浙江文艺出版社决定在全国各大书店及网络平台下架召回该书。

## 出版作品
- 長篇小說：

《萬物生長》(2001年)、
《十八歲給我一個姑娘》(2005年)、
《北京北京》(2007年)、
《歡喜》(2007年)、
《不二》(2011年)、
《素女經》(2014年)
- 中、短篇小說：

《天下卵》(2012年)、
《搜神記》(2017年)
- 詩歌：

《馮唐詩百首》(2011年)、
《吟詩》(2015年)、
《不三》(2018年)、
《飛鳥集》(2015年)、
《見一面吧》(2024年)
- 散文集：

《豬和蝴蝶》(2005年)、
《活著活著就老了》(2008年)、
《如何成為一個怪物》(2011年)、
《三十六大》(2012年)、
《在宇宙間不易被風吹散》(2016年)、
《無所畏》(2018年)、
《春風十里不如你》(2019年)、
《有本事》(2021年)、
《穩赢》(2024年)
- 管理類作品：

《成事》(2019年)、
《馮唐成事心法》(2020年)、
《了不起》(2022年)、
《金線》(2022年)、
《勝者心法-資治通鑑成事之道》(2023年)、
《強者破局-資治通鑑成事之道》(2024年)